# 류란 (기자)
류란(柳蘭)은 대한민국의 KBS의 보도본부 기자이다.

## 경력
- KBS 보도본부 기자

## 진행
- KBS 아침뉴스타임 패널